# Cimarron (Kansas)
Cimarron é uma cidade localizada no estado americano de Kansas, no Condado de Gray.

## Demografia
Segundo o censo americano de 2000, a sua população era de 1934 habitantes.
Em 2006, foi estimada uma população de 2029, um aumento de 95 (4.9%).

## Geografia
De acordo com o United States Census Bureau tem uma área de
2,4 km², dos quais 2,4 km² cobertos por terra e 0,0 km² cobertos por água. Cimarron localiza-se a aproximadamente 803 m acima do nível do mar.

## Localidades na vizinhança
O diagrama seguinte representa as localidades num raio de 36 km ao redor de Cimarron.